# Поліфеноли
По́ліфено́ли — клас хімічних сполук, що характеризуються присутністю більш ніж однієї фенольної групи на молекулу. Це різноманітна група природних сполук, які у великій кількості містяться в рослинах.
Поліфеноли загалом підрозділяються флавоноїди та нефлавоноїди — фенольні кислоти, таніни, лігнани, стильбеноїди та інші. (див. нижче)
Поліфеноли відомі своїми антиоксидантними властивостями і зазвичай містяться у фруктах, овочах, чаї та деяких горіхах. Вони сприяють яскравим кольорам, смакам і захисним механізмам рослин. У харчуванні людини поліфеноли пов’язані з потенційною користю для здоров’я, включаючи антиоксидантну, протизапальну, імуномодулюючу та потенційно протиракову дію, що призводить до їх дослідження для сприяння загальному здоров’ю та благополуччю.

## Етимологія
Назва походить від давньогрецького слова πολύς (polus, що означає "багато") і слова фенол, яке відноситься до хімічної структури, утвореної шляхом приєднання ароматичного бензоїдного (фенільного) кільця до гідроксильної (-ОН) групи, як це міститься в спиртах (звідси суфікс -ол). Термін "поліфенол" використовується з 1894 року.

## Хімічна структура
Поліфеноли часто є макромолекулами. Їх верхня межа молекулярної маси становить близько 800 дальтон, що забезпечує можливість швидкого дифундування через клітинні мембрани, щоб вони могли досягати внутрішньоклітинних ділянок дії або залишатися у вигляді пігментів після старіння клітини. Таким чином, багато макрополіфенолів біосинтезуються на місці з менших поліфенолів до негідролізованих танінів і залишаються невиявленими. Більшість поліфенолів містять повторювані фенольні фрагменти пірокатехіну, резорцину, пірогалолу та флороглюцинолу, з’єднані складними ефірами (гідролізовані таніни) або більш стабільними зв’язками C-C (негідролізовані конденсовані таніни). Проантоціанідини є переважно полімерними одиницями катехіну та епікатехіну.
Прикладом C-глюкозидної підструктури поліфенолів є фенол-сахаридний кон’югат пуерарин, середньомолекулярний рослинний природний продукт. Приєднання фенолу до сахариду відбувається вуглець-вуглецевим зв’язком. Ізофлавон і його 10-атомна бензопіранова система «злитого кільця», також структурна особливість тут, є загальною для поліфенолів.
Поліфеноли часто мають функціональні групи поза гідроксильними групами. Ефірні складноефірні зв’язки є звичайними, як і карбонові кислоти.

## Класифікація
Дієтичні фенольні речовини або поліфеноли складають одну з найбільш численних і широко поширених груп природних продуктів у царстві рослин. В даний час відомо більше 8000 фенольних структур, серед яких ідентифіковано понад 4000 флавоноїдів. Різноманітність і широке поширення поліфенолів у рослинах призвели до різних способів класифікації цих природних сполук. Поліфеноли класифікували за джерелом походження, біологічною функцією та хімічною структурою. Крім того, більшість поліфенолів у рослинах існують у вигляді глікозидів з різними цукровими одиницями та ацильованими цукрами в різних положеннях поліфенольної структури.
Поліфеноли можна класифікувати на 2 основні групи:
1. Флавоноїди
  - антоціани
  - флавони
  - флавоноли
  - флаванони
  - флавонони
  - флаван-3-оли[en]
2. Нефлаваноїди
  - Фенольні кислоти
  - Таніни
  - Cтильбеноїди[en]
  - Лігнани
  - Дубильні речовини
  - Антоціаніди
  - Антрахінони
  - Кумарини

### Флавоноїди
Флавоноїди мають загальну структурну основу С6–С3–С6, у якій дві одиниці С6 (кільце А та кільце В) мають фенольну природу (рис. 2). Через схему гідроксилювання та варіації кільця C, флавоноїди можна далі розділити на різні підгрупи, такі як антоціани (ціанідин, ціанін, пеларгонідин), флаван-3-оли (катехін, епікатехін, епігалокатехін), флавони (лютеолін, апігенін, хризин), ізофлавони (геністеїн, геністин, дайдзенін, дайдзин, біоханін А, формононетин), флавонони (прунін), флавоноли (кверцетин, кемпферол, галангін, фізетин, мірицетин, госипетин), флавононол (таксіфолін), і флаванони (гесперетин, нарингенін, еріодиктіол, ізосакуранетин). У той час як переважна більшість флавоноїдів мають кільце B, приєднане до положення C2 кільця C, деякі флавоноїди, такі як ізофлавони та неофлавоноїди, у яких кільце B з’єднане відповідно в положеннях C3 і C4 кільця C, також містяться в рослинах.
Халкони, які не мають гетероциклічного кільця С, все ще класифікуються як члени сімейства флавоноїдів. Ці основні структури флавоноїдів є агліконами; однак у рослинах більшість цих сполук існують у вигляді глікозидів. Біологічна активність цих сполук, включаючи антиоксидантну активність, залежить як від структурної різниці, так і від моделей глікозилювання.

### Нефлаваноїди
Нефлавоноїдні поліфеноли можна додатково класифікувати на фенольні кислоти (корична кислота, п-кумарова кислота, кавова кислота, ферулова кислота, синапінова кислота, гентизинова кислота, ванілова кислота, галова кислота, сирингова кислота, протокатехінова кислота), дубильні речовини (проціанідини, катехін, афзелехін, галлокатехін, елагова кислота, галат галової кислоти, галлотанін, елагітанін, гексагідроксидифенова кислота), лігнани (нірантин, сезамін, силімарин, рубріфлоралігнан А, біциклол, філігенін, клемастанін В, ізатиндолігнанозид А, дифілін, хінокінін , ятеїн, секоізолариціресінол тощо), антоціанідини (ціанідин, дельфінідин, пеларгонідин, пеонідин, петунідин та мальвідін тощо), антрахінони (фізіон, хризофанол, алое-емодін, рейн тощо), кумарини (остол, антогенол, аморесінол, феллоденол тощо) і стильбеноїди (резвератрол, піцеатаннол, рапонтигенін, ізорапонтигенін, пінозилвін, птеростильбен тощо).

#### Фенольні кислоти
Фенольні кислоти є нефлавоноїдними поліфенольними сполуками, які можна далі розділити на два основних типи, бензойну кислоту та похідні коричної кислоти на основі C1–C6 та C3–C6 структур. У той час як фрукти та овочі містять багато вільних фенольних кислот, у зерні та насінні, особливо у висівках або лушпинні, фенольні кислоти часто знаходяться у зв’язаній формі. Ці фенольні кислоти можуть бути звільнені або гідролізовані лише під час кислотного чи лужного гідролізу або за допомогою ферментів.

#### Стильбени
Стильбени структурно характеризуються наявністю 1,2-дифенілетиленового ядра і можуть бути розділені на дві категорії: мономерні та олігомерні стильбени. Олігомерні стильбени з їх різноманіттям скелетів, складністю конфігурації та різноманітною олігомеризацією утворюються шляхом з’єднання гомогенних або гетерогенних мономерних стильбенів і можуть бути класифіковані на кілька груп.
Велика кількість доказів вказує на те, що стильбени беруть участь як у конститутивних, так і в індуцибельних захисних механізмах рослин, однак докладні функції цих сполук не були повністю з’ясовані.

#### Лігнани
Термін вперше був запропонований Хеуортом у 1936 р. Він дав таке визначення терміна: лігнани — група оптично активних речовин, які мають β,γ-дибензилбутановий скелет і які можна зобразити у формі двох фенілпропанових залишків, зв’язаних β,β′-атомами вуглецю бічних н-пропільних ланцюгів.
Класифікація лігнанів базується на будові вуглецевого скелета.
1. Похідні β,γ-дибензилбутану (або діарилбутановий тип). До цієї групи належать Л.,     які містяться у смолі, що отримується з деревини гваякового дерева     (Guajacum officinale L.) — гваяретова та дигідрогваяретова кислоти, а також у плодах кубеби (Piper cubeba L.) — кубебін. Гваяретова кислота має антиоксидантні та антимікробні властивості, у зв’язку з чим тривалий час     використовувалася як добавка до харчових жирів, що запобігала їх згіркненню. Але потім з’ясувалося, що сполука досить токсична і проявляє мутагенну дію. Тому зараз у харчовій промисловості її не використовують.
2. Похідні 1-фенілтетрагідронафталіну.
3. Похідні 1-фенілтетрагідронафталін-2,3-лактону, виявлені у смолі та під-земних органах подофілу щитковидного (Podophyllum peltatum L.) — подофілотоксин,     ά, β-пельтатини, які використовуються як цитостатики.
4. Похідні β,γ-дибензилбутиролактону — арктіїн з Arctium, який має протимікробну активність; дибензилбутиролактони, які містяться у Bursera schlechtendalii     і виявляють цитостатичну активність.
5. Похідні 3,4-дибензилтетрагідрофурану.
6. Похідні 2,5-дифенілтетрагідрофурану.
7. Похідні 2-феніл-4-бензилтетрагідрофурану — ларицирезинол із смоли Larix decidua: Ларицирезинол.
8. Похідні 2,6-дифенілтетрагідрофурофурану (3,7-діоксабіцикло[3.3.0] октановий або сезаміновий тип) містяться в кореневищах і коренях елеутерококу колючого     (Eleutherococcus senticosus (Rupr. et Maxim.) Maxim. — сирингорезинол і його глікозиди: елеутерозид Є (має тонізувальну активність), ліріодендрин (проявляє цитотоксичну і протипухлинну властивості); насінні кунжуту     (Sesamum indicum L.) — сезамін, який проявляє антигеморагічну дію; пінорезинол у різних видів сосен: сезамін, пінорезинол, сирингорезинол, схізандрин, дезоксисхізандрин.
9. Похідні дибензоциклооктадієну (діарилоктановий або стегановий тип), містяться у плодах і насінні лимонника китайського (Schisandra chinensis (Turcz.) Baill.), напр. схізандрин, дезоксисхізандрин, які зумовлюють адаптогенну та гепатопротекторну активність цієї ЛРС. Із Steganotaemia araliaceae виділено стеганацин, який проявляє колхіциноподібну дію і розглядається як перспективний антилейкемічний препарат.
10. Похідні діарилциклобутану.

Неолігнани — сполуки, в яких фенілпропанові фрагменти зв’язуються між собою інакше, ніж β-β′-зв’язком пропанових ланцюжків. У цій групі природних сполук відомо багато типів хімічних структур, більшість з яких отримали свої особисті назви. Деякі неолігнани викликають інтерес як сполуки, що мають гіпотензивну, антиалергічну, протизапальну дію. У медицині застосовуються флаволігнани з насіння розторопші плямистої (Silybum marianum (L.) Gaertn.) — силібін, силідіанін, силікристин, які проявляють гепатопротекторну активність і є компонентами деяких гепатопротекторних препаратів.
Ксантолігнани — сполуки містяться у Hypericum perforatum (корені), Hypericum elegans (трава).
Кумаринолігнани — наявні в родині бобових — Fabaceae.

## Біосинтез та метаболізм
Як і всі фенольні сполуки, фенольні кислоти, такі як галова кислота та корична кислота, вважаються метаболітами шикіматного шляху. Біосинтез складних поліфенолів, таких як флавоноїди, пов’язаний з первинним метаболізмом через пластидні та мітохондріальні проміжні продукти, кожен з яких вимагає експорту в цитоплазму, де вони включені в окремі частини молекули. Вважається, що ароматичне кільце В і хроманове кільце походять від амінокислоти фенілаланіну, яка сама є продуктом шикіматного шляху, тоді як кільце А походить від трьох одиниць малоніл-КоА. Ці три одиниці малоніл-КоА додаються через послідовні реакції конденсації декарбоксилювання, що ініціює біосинтез флавоноїдів.
Складні галлотаніни утворюються шляхом окислення in vitro 1,2,3,4,6-пентагалоїлглюкози або процесів димеризації, що призводить до гідролізованих танінів. Для антоціанідинів, попередників біосинтезу конденсованого таніну, дигідрофлавонолредуктаза та лейкоантоціанідинредуктаза (LAR) є вирішальними ферментами з подальшим додаванням частин катехіну та епікатехіну для більших танінів, які не піддаються гідролізу.

## Поширення в природі
Поліфеноли, різноманітний клас органічних сполук, повсюдно поширені в природі, їх можна знайти в різних харчових продуктах рослинного походження і деяких організмах. Вони поширені в ботанічному царстві, переважаючи серед фруктів, овочів, злаків, бобових, горіхів, насіння, листях чаю, зерен кави та какао.

### Рослинні джерела
- Фрукти та овочі: поліфеноли сприяють яскравим кольорам фруктів та овочів, таких як ягоди (наприклад, полуниця, чорниця), вишня, виноград, цитрусові, яблука та різна листова зелень. Ці сполуки відіграють багато ролей у рослинах, діючи як пігменти, антиоксиданти та захисні механізми від екологічних стресів.
- Трави та спеції: Кулінарні трави, такі як чебрець, орегано, розмарин, і спеції, такі як гвоздика, кориця та куркума, є багатими джерелами поліфенолів. Їх концентрація часто корелює з інтенсивністю смаку та аромату. Чай, наприклад, містить катехіни.
- Зернові та бобові культури: цільні зерна, горіхи, насіння та бобові, такі як соєві боби та сочевиця, містять значну кількість поліфенолів. Їх присутність у цих продуктах сприяє їхнім антиоксидантним властивостям. Зерна кави та какао бобів також багаті на поліфеноли.
- Водорості та гриби: деякі види водоростей та грибів також містять поліфенольні сполуки, хоча дослідження в цій галузі все ще розвиваються.

### Інші природні джерела
- Гриби: деякі види грибів також містять поліфенольні сполуки.[20]

Найпоширенішими поліфенолами є конденсовані таніни, які містяться практично у всіх сімействах рослин. Більші поліфеноли часто зосереджені в тканинах листя, епідермісі, шарах кори, квітах і плодах, але також відіграють важливу роль у розкладанні лісової підстилки та циклах поживних речовин в лісовій екології. Абсолютні концентрації загальних фенолів у рослинних тканинах значно відрізняються залежно від літературного джерела, типу поліфенолів та аналізу; вони знаходяться в діапазоні 1-25% загальних природних фенолів і поліфенолів, розрахованих з посиланням на масу сухого зеленого листя.
Високий рівень поліфенолів у деяких лісах може пояснити їх природне збереження проти гниття.
Льон і Myriophyllum spicatum (занурена водна рослина) виділяють поліфеноли, які беруть участь в алелопатичних взаємодіях.
Поліфеноли також містяться у тварин. У членистоногих, таких як комахи та ракоподібні, поліфеноли відіграють певну роль у зміцненні епікутикули (склеротизації). Затвердіння кутикули відбувається завдяки наявності поліфенолоксидази. У ракоподібних існує друга оксидазна активність, що призводить до пігментації кутикули. Проте очевидно, що поліфенольне затвердіння не відбувається в кутикулі павукоподібних.

## Біологічна роль

#### Антиоксидантна дія
Поліфеноли - це вторинні метаболіти, які рослини виробляють для захисту від інших організмів. Доведено, що харчові поліфеноли відіграють важливу роль у здоров’ї людини. Високе споживання фруктів, овочів і цільного зерна, які багаті поліфенолами, пов’язано зі зниженням ризику багатьох хронічних захворювань, включаючи рак, серцево-судинні захворювання, хронічне запалення та багато інших дегенеративних захворювань. Останні дослідження показали, що багато з цих захворювань пов’язані з окислювальним стресом, викликаним активними формами кисню та азоту. Фітохімічні речовини, особливо поліфеноли, є основним фактором загальної антиоксидантної активності фруктів, а не вітаміну С. Було виявлено, що поліфеноли є сильними антиоксидантами, які можуть нейтралізувати вільні радикали, віддаючи електрон або атом водню. Висококон'югована система та певні моделі гідроксилювання, такі як 3-гідроксигрупа у флавонолах, вважаються важливими для антиоксидантної активності. Поліфеноли пригнічують утворення вільних радикалів, таким чином знижуючи швидкість окислення шляхом пригнічення утворення або дезактивації активних видів і попередників вільних радикалів. Частіше вони діють як прямі поглиначі радикалів у ланцюгових реакціях перекисного окислення ліпідів (розривники ланцюга). Розривники ланцюга віддають електрон вільному радикалу, нейтралізуючи радикали, і самі стають стабільними (менш реактивними) радикалами, таким чином зупиняючи ланцюгові реакції.
Окрім поглинання радикалів, поліфеноли також відомі як хелатори металів. Хелатування перехідних металів, таких як Fe2+, може безпосередньо зменшити швидкість реакції Фентона, таким чином запобігаючи окисленню, викликаному високореактивними гідроксильними радикалами. Поліфеноли діють не самі. Було виявлено, що поліфеноли дійсно можуть функціонувати як ко-антиоксиданти та беруть участь у регенерації основних вітамінів.
Для оцінки загальної антиоксидантної активності in vitro було розроблено кілька антиоксидантних модельних систем. Хоча ці методи обмежені з точки зору схожості з механізмами дії антиоксидантів у біологічній системі, у сукупності вони можуть добре відобразити, як поліфеноли функціонують як антиоксиданти, і, таким чином, пролити світло на фактичну роль поліфенолів у здоров’ї людини. З хімічної точки зору, молекули поліфенолів, як тільки вони віддають електрон або атом водню, самі стають вільними радикалами, при достатній концентрації вони потенційно можуть викликати прооксидантну активність. Проте, чи буде така прооксидантна активність відбуватися in vivo та завдавати шкоди людині, є питанням, і необхідні подальші дослідження.

#### Побічні ефекти
Побічні ефекти від прийому поліфенолів варіюються від легких (наприклад, симптоми шлунково-кишкового тракту) до серйозних (наприклад, гемолітична анемія або гепатотоксичність). У 1988 році було задокументовано гемолітичну анемію після вживання поліфенолів, що призвело до відміни препарату, що містить катехін.
Метаболізм поліфенолів може спричинити взаємодію флавоноїдів із ліками, наприклад, взаємодію між грейпфрутом і ліками, що включає інгібування ферменту печінки CYP3A4, ймовірно, фуранокумаринами грейпфрута, класом поліфенолів. Європейське агентство з безпеки харчових продуктів встановило верхню межу для деяких добавок і добавок, що містять поліфеноли, таких як екстракт зеленого чаю або куркумін. Для більшості поліфенолів, що містяться в раціоні, малоймовірний негативний вплив, окрім взаємодії поживних речовин і ліків.

## Дослідження
Поліфеноли не вважаються поживними речовинами, оскільки не використовуються для росту, виживання чи розмноження, а також не забезпечують дієтичною енергією. Тому вони не мають рекомендованих рівнів щоденного споживання, як це існує для вітамінів, мінералів і клітковини в Європейському Союзі, Великобританії та Сполучених Штатах. У США Управління з контролю за якістю харчових продуктів і медикаментів видало вказівки для виробників, згідно з якими поліфеноли не можуть згадуватися на етикетках харчових продуктів як антиоксидантні поживні речовини, якщо немає фізіологічних доказів, які підтверджують таку кваліфікацію, і не було встановлено дієтичне стандартне значення споживання, характеристики, які не були визначені для поліфеноли. У Європейському Союзі між 2012 і 2015 роками було дозволено дві заяви про здоров’я:
1. флаваноли в сухих речовинах какао в дозах, що перевищують 200 мг на день, можуть сприяти підтримці еластичності судин і нормального кровотоку;[26][27]
2. поліфеноли оливкової олії (5 мг гідрокситирозолу та його похідних (наприклад, олеуропеїновий комплекс і тирозол) можуть «сприяти захисту ліпідів крові від окисного пошкодження», якщо вживати щодня.[28]

Дослідження показують, що споживання продуктів, багатих поліфенолами, може підтримувати здоров’я серця, покращувати здоров'я травної системи та здоров'я печінки, та знижувати ризик деяких хронічних захворювань включаючи ожиріння, нейродегенеративні захворювання, діабет 2 типу, серцево-судинні захворювання та інші.
Систематичний огляд 2022 року зазначає, що кількість клінічних випробувань, які оцінюють вплив багатої на поліфеноли дієти на біомаркери здоров’я, все ще обмежена [для достовірного систематичного аналізу]. Крім того, такі дослідження показують значні відмінності в деталях, наданих волонтерами, або продуктах, які включені, і, отже, у загальному та індивідуальному споживанні поліфенолів. Це може вплинути на результати, що спостерігаються, і ускладнити порівняння різних харчових втручань. Завдяки доказам властивостей поліфенолів для здоров’я та необхідності розробки цілісних підходів до дієтичних моделей, деякі загальні характеристики багатої на поліфеноли дієти можуть заслуговувати на подальше дослідження. Також, систематичний аналіз 2022 року нутрігеномних ефектів поліфенолів, пов’язаних із кардіометаболічним здоров’ям у людей, підтвердив захисні ефекти цих біологічно активних речовин проти захворювань, пов’язаних з віком, особливо кардіометаболічних.
Систематичний огляд 2023 року показав достовірний протизапальний ефект дієтичних поліфенолів, чим, серед іншого, пояснюється те, що природні поліфеноли ефективні в лікуванні метаболічних захворювань, включаючи протизапальну, діабетичну, проти ожиріння, захист нейронів і серцевих захворювань. Ще один систематичний огляд 2023 року показав, що дієтичні поліфеноли є перспективними для профілактики та лікування ожиріння у деяких дорослих.